# Nacogdoches (Texas)
Nacogdoches település az Amerikai Egyesült Államok Texas államában, Nacogdoches megyében, melynek megyeszékhelye is. Lakosainak száma 32 147 fő (2020. április 1.).

## Népesség
A település népességének változása:

| 2010 | 32 996 |
| 2020 | 32 147 |